# Zwinge (Klingenwaffe)

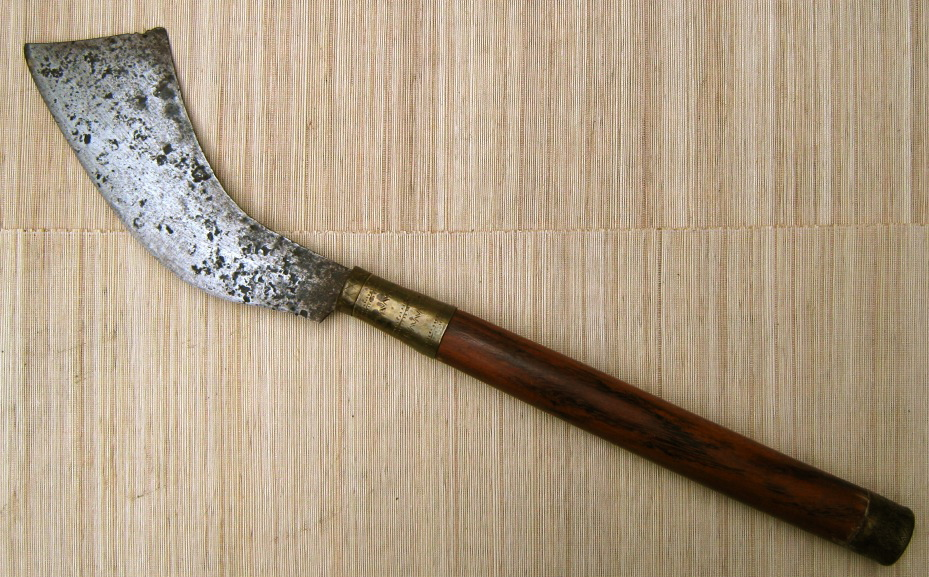
Zwinge aus Messing an einem Panabas

Eine Zwinge, auch Griffzwinge genannt, ist eine metallenes Band, das am Heft oder Grifffuß einer Klingenwaffe, zwischen Heft und Klinge, befestigt ist.

## Beschreibung
Es dient bei den Klingenwaffen dazu, die Verbindung zwischen Heft und Klinge zu verstärken und sicherer zu machen. Bei vielen Waffen dient sie ebenfalls als Parierelement oder um das Heft oder den Schaft vor Beschädigungen zu schützen. Es gibt verschiedene Versionen, die sich in Material, Länge, Breite und Dekoration unterscheiden. Die einfachen Ausführungen sind einfach aus glattem Eisen, Messing oder Kupfer gearbeitet. Kostbare Versionen sind aus Edelmetallen wie Silber oder Gold hergestellt und oft mit Edelsteinen besetzt.